# Shu
Shu, în mitologia egipteană era Cel care răsare, zeu al aerului și al răsăritului. El separă cerul de pământ și aducea soarele la viață în fiecare dimineață, iar noaptea îl păzea.
Shu are formă umană, cu o pană (hieroglifa numelui său) pe cap și cu brațele ridicate ce o sprijină pe zeița-cer Nut, pe care el o ține despărțită de soțul ei, zeul-pământ Geb.

## Origine
El este una dintre cele două prime zeități create de Atum, zeul-soare de la Heliopolis. S-a născut la fel ca și soția-soră a sa, Tefnut, din sămânța lui Atum; ca o explicație alternativă care implică un joc de cuvinte, Shu a apărut din mucusul pe care Atun l-a strănutat din nările sale.
În Textele Piramidelor, oasele lui Shu, probabil norii, sunt folosite de către rege pentru a urca la cer. Lacurile lui Shu (poate ceața ce se adună deasupra Nilului) îl purifică pe monarh.
Shu ca zeu al luminii solare este atestat pentru prima oară în Regatul Vechi, când este responsabil cu aducerea la viață în fiecare zi a lui Ra și a regelui. Mai bine de o mie de ani mai târziu, faraonul Akhnaton subliniază această idee descriindu-l pe Shu ca locuind discul solar.

## Rol
Rolul lui Shu ca zeu-aer determină identificarea lui cu unele rezemătoare de cap care astfel oferă în permanență celui ce le folosește oxigen care circulă.
În Lumea de Dincolo, Shu este un zeu periculos care aduce o bandă de călăi și al cărui butuc de tăiere constituie un mare pericol pentru cel decedat. Dar el poate fi și un protector împotriva zeului-șarpe distrugător Apophis.
În mod similar pe pământ, puterea otrăvurilor lui Shu este invocată în descântece pentru a putea îndepărta amenințarea îndreptată asupra organelor interne ale unei persoane de către Akhu sau Samana (demoni răuvoitori originari din Orientul Mijlociu).

## Genealogia lui Shu
|      |      |      |      |       |       |       |       |        |        |        |        |        |        |  |  | Ra zeul suprem |          |          |          |          |          |  |  |      |      |      |      |      |      |  |  |
|      |      |      |      |       |       |       |       |        |        |        |        |        |        |  |  |                |          |          |          |          |          |  |  |      |      |      |      |      |      |  |  |
|      |      |      |      |       |       |       |       |        |        |        |        |        |        |  |  |                |          |          |          |          |          |  |  |      |      |      |      |      |      |  |  |
|      |      |      |      |       |       |       |       | Tefnut | Tefnut | Tefnut | Tefnut | Tefnut | Tefnut |  |  |                |          |          |          |          |          |  |  | Shu  | Shu  | Shu  | Shu  | Shu  | Shu  |  |  |
|      |      |      |      |       |       |       |       | Tefnut | Tefnut | Tefnut | Tefnut | Tefnut | Tefnut |  |  |                |          |          |          |          |          |  |  | Shu  | Shu  | Shu  | Shu  | Shu  | Shu  |  |  |
|      |      |      |      |       |       |       |       |        |        |        |        |        |        |  |  |                |          |          |          |          |          |  |  |      |      |      |      |      |      |  |  |
|      |      |      |      |       |       |       |       |        |        |        |        |        |        |  |  |                |          |          |          |          |          |  |  |      |      |      |      |      |      |  |  |
|      |      |      |      |       |       |       |       | Geb    | Geb    | Geb    | Geb    | Geb    | Geb    |  |  |                |          |          |          |          |          |  |  | Nut  | Nut  | Nut  | Nut  | Nut  | Nut  |  |  |
|      |      |      |      |       |       |       |       | Geb    | Geb    | Geb    | Geb    | Geb    | Geb    |  |  |                |          |          |          |          |          |  |  | Nut  | Nut  | Nut  | Nut  | Nut  | Nut  |  |  |
|      |      |      |      |       |       |       |       |        |        |        |        |        |        |  |  |                |          |          |          |          |          |  |  |      |      |      |      |      |      |  |  |
|      |      |      |      |       |       |       |       |        |        |        |        |        |        |  |  |                |          |          |          |          |          |  |  |      |      |      |      |      |      |  |  |
| Isis | Isis | Isis | Isis | Isis  | Isis  |       |       | Osiris | Osiris | Osiris | Osiris | Osiris | Osiris |  |  | Nephthys       | Nephthys | Nephthys | Nephthys | Nephthys | Nephthys |  |  | Seth | Seth | Seth | Seth | Seth | Seth |  |  |
| Isis | Isis | Isis | Isis | Isis  | Isis  |       |       | Osiris | Osiris | Osiris | Osiris | Osiris | Osiris |  |  | Nephthys       | Nephthys | Nephthys | Nephthys | Nephthys | Nephthys |  |  | Seth | Seth | Seth | Seth | Seth | Seth |  |  |
|      |      |      |      |       |       |       |       |        |        |        |        |        |        |  |  |                |          |          |          |          |          |  |  |      |      |      |      |      |      |  |  |
|      |      |      |      | Horus | Horus | Horus | Horus | Horus  | Horus  |        |        |        |        |  |  | Hathor         | Hathor   | Hathor   | Hathor   | Hathor   | Hathor   |  |  |      |      |      |      |      |      |  |  |
|      |      |      |      | Horus | Horus | Horus | Horus | Horus  | Horus  |        |        |        |        |  |  | Hathor         | Hathor   | Hathor   | Hathor   | Hathor   | Hathor   |  |  |      |      |      |      |      |      |  |  |